# Толешени (Харгита)
Толешени (рум. Toleșeni) насеље је у Румунији у округу Харгита у општини Галауцаш. Oпштина се налази на надморској висини од 765 m.

## Становништво
Према подацима из 2002. године у насељу је живело 93 становника.

### Попис2002.
| Расподела становништва по националности 2002.‍ | Расподела становништва по националности 2002.‍ | Расподела становништва по националности 2002.‍ | Расподела становништва по националности 2002.‍ | Расподела становништва по националности 2002.‍ |
| --------------------------------------------- | --------------------------------------------- | --------------------------------------------- | --------------------------------------------- | --------------------------------------------- |
|                                               |                                               |                                               |                                               |                                               |
| Румуни                                        | Румуни                                        |                                               | 76                                            | 82,6%                                         |
| Мађари                                        | Мађари                                        |                                               | 16                                            | 17,4%                                         |